# フランキ・スパス15
フランキ・スパス15（英: Franchi Special Purpose Automatic Shotgun 15 略称：SPAS-15）は、イタリアのフランキ社が設計した散弾銃。

## 概要
フランキ社製の散弾銃、フランキ・スパス12の発展・改良型である。
先に開発されたスパス12は、セミオートとポンプアクション式の2つの射撃モードを持ち合わせていたが、従来同様のチューブ式弾倉のため、再装填に時間が掛かるという欠点を抱えており、また使用中に弾種を変更することが困難だった。スパス15は、こういったスパス12の問題点を改善することを目的にイタリア軍の要請で開発が始められたが、アメリカ軍で進められていたCAW（クローズ・アサルト・ウェポン）計画のトライアルも意識されて開発された。このスパス15は先行のスパス12と同じく、セミオートとポンプアクションの切り替えを可能とし、イタリア軍の要望に合わせ、箱形弾倉を装備した。また、初めは固定式銃床を装備したものが製作されていたが、その後折りたたみ式の銃床に変更された。
先台（フォアグリップ）の上面にスイッチを備え、これを押しながら先台をわずかにずらすことで、セミオートとポンプアクションを切り換えることができる。セミオートの作動には発射ガス圧を利用し、ガスチューブは銃身の上に設けられている。機関部の上面にはボルトと連動して動くコッキングレバーと、携行用ハンドルを兼ねたリアサイトがある。排莢は銃の右側面に行われる。全体としてアサルトライフルに似たデザインとなっている。
発表時には、非殺傷性のラバーやプラスチック製の散弾を封入した弾薬も用意された。これは、警察などが暴徒鎮圧用途などにも使える事をアピールした物である。
弾倉と薬室内の弾薬をリロードする事で簡単に通常の散弾と非殺傷性の散弾など、弾の種類を変更する事が可能。これにより、様々な事態に容易に対応できるとアピールされた。弾倉も、当初は通常の散弾用に赤のラインが入った物と非殺傷性の散弾用に緑色のラインが入った物が用意されていた。しかし、この識別色は相手にも容易に弾の種類が判別されてしまうため、量産型では極初期の物だけで廃止されている。
現在は、イタリア軍の国連平和維持部隊で運用されている。

## 登場作品
『プレデター2』
冒頭の銃撃戦で、ロサンゼルス市警察のSWAT隊員が使用。
『スターゲイト SG-1』
エピソードの中で数回登場。主にレプリケーターを銃撃する際に使用する。
『メイド・イン・L.A.』
終盤の銃撃戦でロビー・シュワルツ刑事が使用。